# 제르진스크

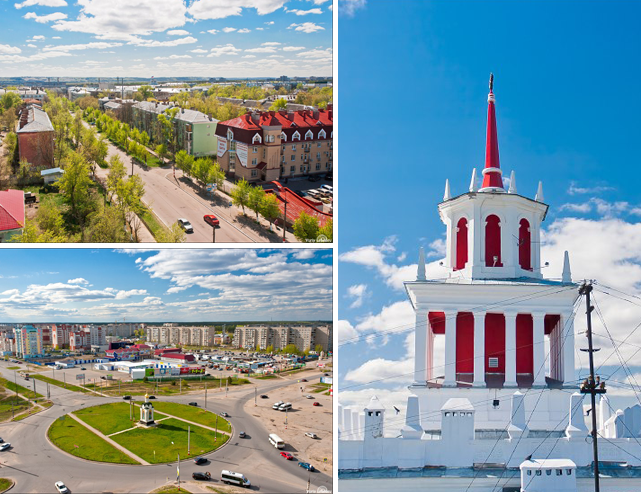

제르진스크(러시아어: Дзержинск)는 러시아 니즈니노브고로드주의 도시이다. 오카강에 면하여 있다. 인구는 285,000명(2004년)이다.
1920년에 건설되었고, 1929년까지는 라스탸피노(Растяпино)로 불렸다. 1930년 이후부터 공업 도시로 크게 발전했고, 소비에트 연방의 화학 공업 중심지가 되었다.

## 자매 도시
- 벨라루스 흐로드나(2005)
- 리투아니아 드루스키닝카이(2009)
- 독일 비터펠트(2010)